# Championnats du monde de tennis de table 1985
Navigation
Édition précédente Édition suivante
Les championnats du monde de tennis de table 1985, trente-huitième édition des championnats du monde de tennis de table, ont lieu du 28 mars au 7 avril 1985 à Göteborg, en Suède.
Le titre messieurs a été remporté par le chinois Jiang Jialiang.

## Résultats individuels et en doubles
| Épreuves         | Or                            | Argent                         | Bronze                     |
| ---------------- | ----------------------------- | ------------------------------ | -------------------------- |
| Simple messieurs | Jiang Jialiang                | Chen Longcan                   | Lo Chuen Tsung             |
| Simple messieurs | Jiang Jialiang                | Chen Longcan                   | Teng Yi                    |
| Simple dames     | Cao Yanhua                    | Geng Lijuan                    | Qi Baoxiang                |
| Simple dames     | Cao Yanhua                    | Geng Lijuan                    | Dai Lili                   |
| Double messieurs | Mikael Appelgren Ulf Carlsson | Milan Orlowski Jindřich Panský | Fan Changmao He Zhiwen     |
| Double messieurs | Mikael Appelgren Ulf Carlsson | Milan Orlowski Jindřich Panský | Jiang Jialiang Cai Zhenhua |
| Double dames     | Dai Lili Geng Lijuan          | Cao Yanhua Ni Xia Lian         | Jiao Zhimin Qi Baoxiang    |
| Double dames     | Dai Lili Geng Lijuan          | Cao Yanhua Ni Xia Lian         | Guan Jianhua Tong Ling     |
| Double mixte     | Cai Zhenhua Cao Yanhua        | Jindřich Panský Marie Hrachová | Chen Xinhua Tong Ling      |
| Double mixte     | Cai Zhenhua Cao Yanhua        | Jindřich Panský Marie Hrachová | Fan Changmao Jiao Zhimin   |

## Résultats par équipes
| Épreuves  | Or                                                                            | Argent                                                                                | Bronze                                                                                           |
| --------- | ----------------------------------------------------------------------------- | ------------------------------------------------------------------------------------- | ------------------------------------------------------------------------------------------------ |
| Messieurs | Chine- Jiang Jialiang - Chen Xinhua - Xie Saike - Wang Huiyuan - Chen Longcan | Suède- Mikael Appelgren - Ulf Carlsson - Erik Lindh - Ulf Bengtsson - Jan-Ove Waldner | Pologne- Andrzej Grubba - Andrzej Jakubowicz - Stefan Dryszel - Norbert Mnich - Leszek Kucharski |
| Dames     | Chine- Tong Ling - He Zhili - Dai Lili - Geng Lijuan                          | Corée du Nord- Li Bun-hui - Han Hye-song - Cho Jung-hui - Pang Chun-dok               | Corée du Sud- Yang Young-Ja - Yoon Kyung-mi - Lee Sun - Lee Soo-ja                               |